# Pichari
Pichari es una localidad peruana, capital del distrito homónimo ubicado en la provincia de La Convención en el departamento del Cuzco. Se halla sobre la ribera este del río Apurímac, a aproximadamente 3 km de la ciudad de Sivia, en la provincia de Huanta (departamento de Ayacucho) del otro lado del río. En el distrito se habla la lengua española, quechua y ashaninka.
Su pujante economía, basada en la agricultura y las rentas del canon gasífero más su ubicación geográfica y su suelo plano han llevado a Pichari a convertirse en "La capital económica y administrativa del VRAEM" (Valle de los Ríos Apurímac, Ene y Mantaro).El 9 de agosto se celebra el aniversario del pueblo.

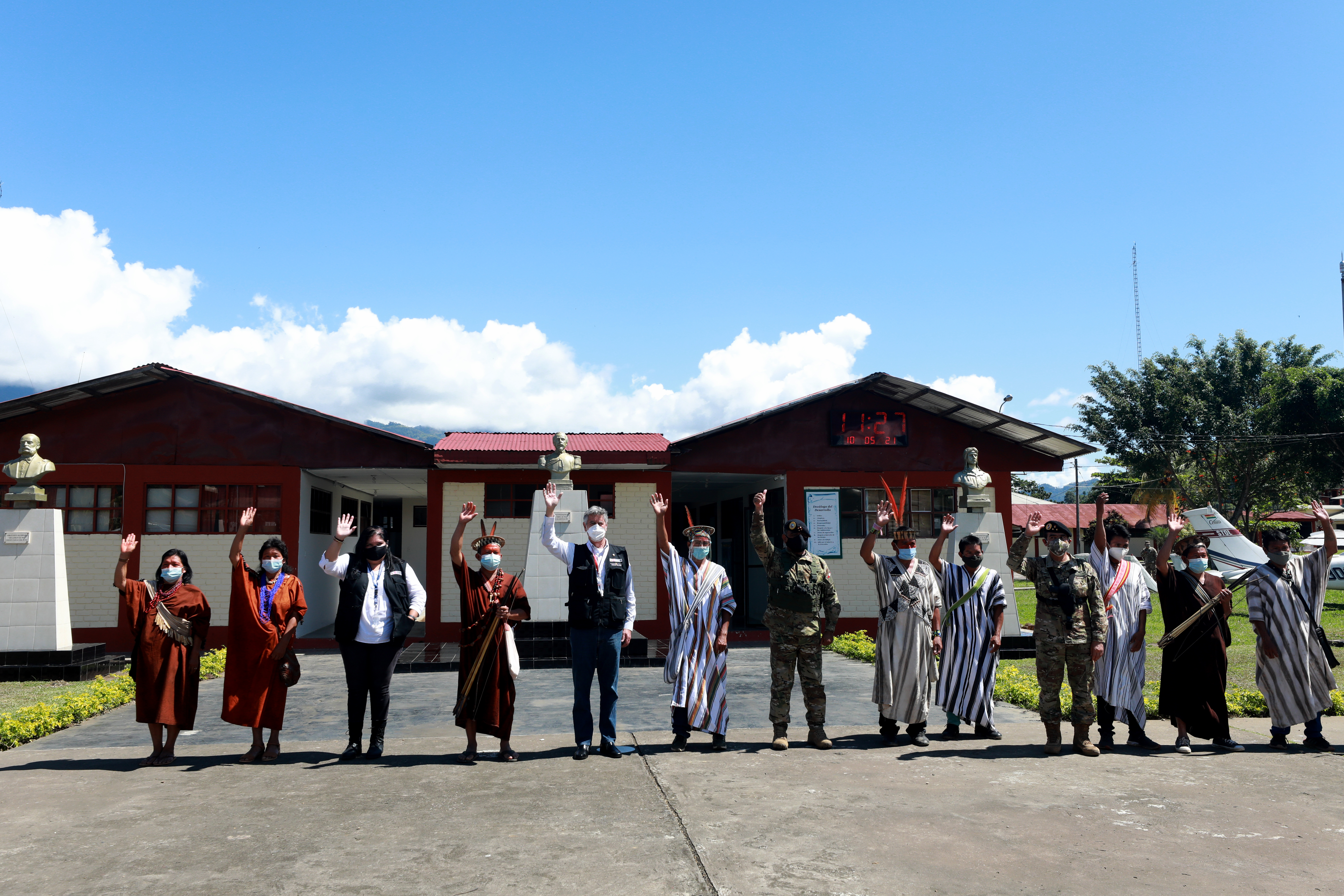
Cuartel de la IV División del Ejército del Perú, más conocido como Fuerte de Pichari.

En esta localidad se encuentra el cuartel general de la IV División de Ejército.